# Nuryn Sanlley
Nuryn Sanlley (18 de septiembre de 1952 - 30 de abril de 2012) fue una actriz, cantante, productora de televisión y teatro dominicana.
Conocida por su popular personaje de "La Pinky" que durante más de 25 años fue parte de generaciones de niños dominicanos.

## Biografía
Nuryn Sanlley era hija de Nuryn Amada Pou y Tomas Sanlley
, desde pequeña le encantó la actuación y el canto. Finalmente en los años 70 comenzó a ejercer como actriz y cantante, participó en programas como El Show del Medio Día junto a Roberto Salcedo y Freddy Beras Goico. Se retiró de los medios artísticos populares para dedicarse a sus hijos y a lo que después sería su más famoso personaje, aunque continuó su carrera de actriz.

## La Pinky
La Pinky es un personaje famoso de una niña, de ocho años, protagonizado por Nuryn Sanlley y que durante generaciones fue parte del entretenimiento infantil en la República Dominicana. Se presentó más de 23 veces en el Teatro Nacional (una vez por año) donde recibió el apoyo de miles de niños, y tenía un segmento en el programa de variedades dominical "El Gordo de la Semana" de Freddy Beras Goico. Se caracterizaba por usar un vestido blanco de puntos rojos y un maquillaje muy particular.

## Fallecimiento
Durante un ensayo para la obra musical Hansel y Gretel, Sanlley tuvo dificultades para comunicarse y más adelante se le descubrió un tumor en el lóbulo izquierdo del cerebro. El 25 de septiembre del año 2011 fue operada y se le extrajo el tumor, más tarde fue sometida a sesiones de quimioterapia y radioterapia.
Falleció en la noche del 30 de abril del 2012.